# Ryūichi Hirashige
Ryūichi Hirashige (平繁 龍一?, Hirashige Ryūichi; Hiroshima, 15 giugno 1988) è un ex calciatore giapponese, di ruolo attaccante.